# Helix (Oregon)
Helix – miasto w Stanach Zjednoczonych, w stanie Oregon, w hrabstwie Umatilla.